# Andrew Kay
Andrew F. Kay (Akron, 22 gennaio 1919 – Vista, 28 agosto 2014) è stato un inventore statunitense.
Fu presidente e amministratore delegato della Kaypro, un'azienda produttrice di personal computer. Fu anche consigliere della Accelerated Composites, LLC.
Kay, laureatosi nel 1940 al Massachusetts Institute of Technology, iniziò la sua carriera presso la Bendix Corporation, lavorò poi per due anni al Jet Propulsion Laboratory. Nel 1952 fondò la Non-Linear Systems, un'azienda produttrice di strumenti digitali. La NLS si guadagnò una reputazione per la robustezza dei suoi apparati nell'ambito di applicazioni critiche, dai sottomarini alle astronavi. Presso l'NLS inventò il voltmetro digitale. Fu anche cofondatore del Rotary Club di Del Mar in California.

### Brevetti
- Patent 2813266 Indicator Device and Means for Mounting (1957)